# ランジェリー

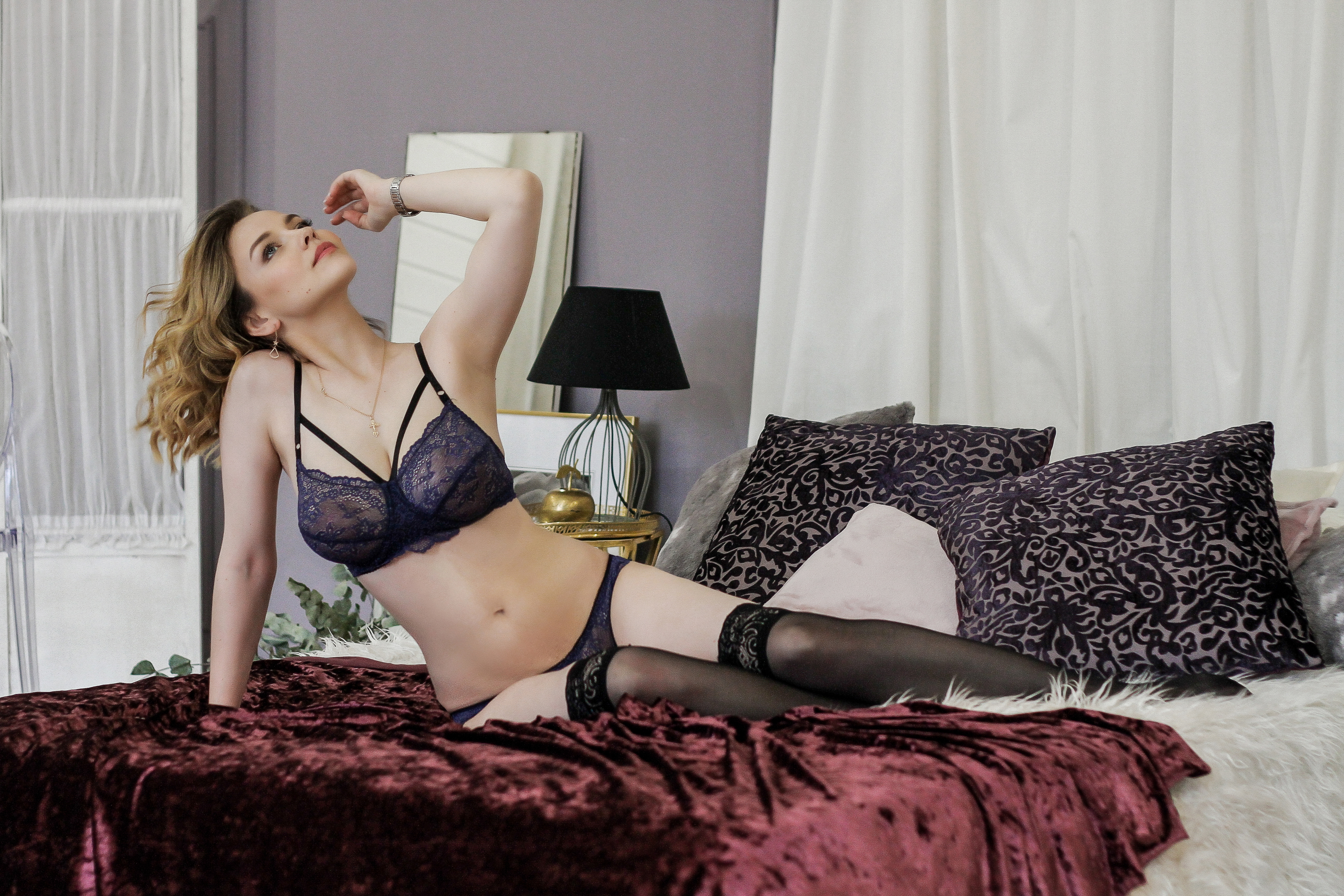
ブラジャーとガーターストッキング

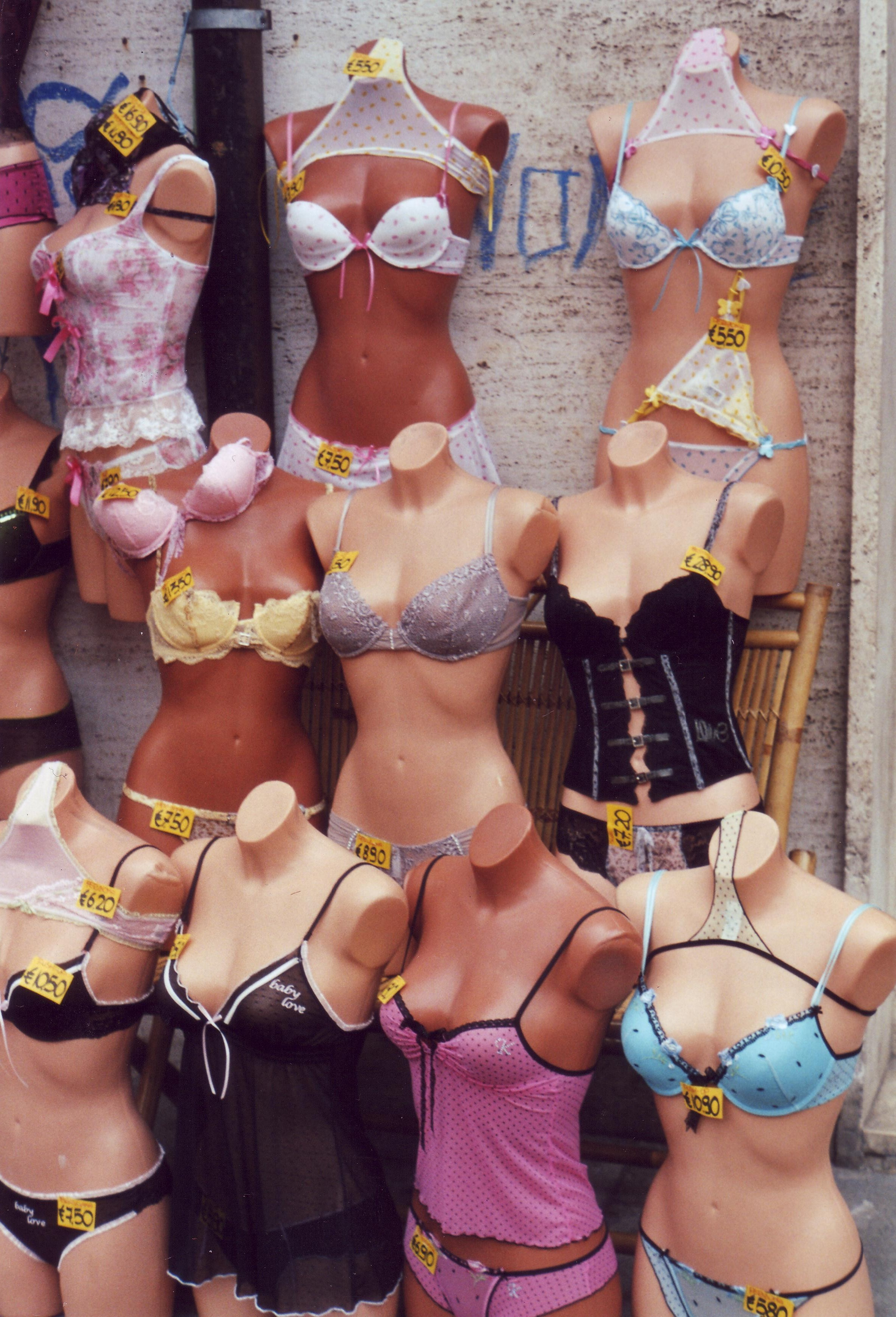
店頭のランジェリー

ランジェリー（英: lingerie）とは、女性用の下着や部屋着のことであり、その中でも装飾性があり下着姿そのもので女性らしさを演出するための高価な下着類を指す言葉として使われることが多い。
フランス語でリンネル製品を意味するラーンジュ（linge）から派生した「ランジュリー」（仏: lingerie）に由来する言葉で、フランス語でも婦人用の下着類を指すが、宿泊施設のリネン室やリンネル販売業も指すため、日本語や英語とは一部意味が異なる。

## 概要
女性用下着は、大きく分けて次の3種類に区分される。
- ファウンデーション（foundation）：補正下着
- ランジェリー（lingerie）：装飾下着
- アンダーウェア（underwear）：通常の肌着としての下着

ランジェリーは、個人の私室や寝室において、アウターに準じて着用する薄手の衣類である。薄い生地で出来ているものが大部分であり、私室等において着用している場合は、アウターを着ているのと同様と考えられ、寒くない限りは、そのままの姿でリラックスした雰囲気で過ごしてもよい。しかし、ランジェリーは下着の一種であり、この姿で外出するということは原則ない。
ランジェリーには、補正下着であるファウンデーション、肌に直接身につける肌着、パンティー、寝具であるネグリジェを含めない。また、靴下類であるパンティーストッキング（パンスト）、ガーター等で吊すストッキング、ソックス、およびガーターベルトなども含めない。ランジェリーは、ゆったりした裁断で、身体に圧迫等を加えないのが原則である。そのため、肌にぴったりとする基本的な下着や、また身体をある意味締め付けるとも言える補正用の下着であるファウンデーションは、ランジェリーに含めない。
生地はポリエステルやナイロンなどが多く、サテンを使うこともあり、また高級なものはシルク（絹）を使う。ショーツ、肌着などの基本的な下着は、吸水性のよいコットンなどが使われるのとは対照的である。色彩は、白、ピンク、ベージュ、淡いヴァイオレット、水色などの淡い色が多いが、黒や臙脂、スカーレットの華やかなものもある。普通、レース飾りが付いており、模様に使うケミカルレース、機械織のラッセルレース、リバーレースや、ときにチュールが使われる。スリップなどは実用性が高いため、無地のものが多いが、キャミソールなどは、カラフルな色彩とレースや機械織刺繍を使った華麗なものがある。
日本では、ランジェリーの広告モデルには白人女性が起用されることが多い。

## 種類
ランジェリーは細かく分けると非常に種類が多くなり、ブラジャーとショーツ（パンティー）でセットになっている製品があるのと同様、スリップ、キャミソール、フレアーパンティーなどでセットになっているものが多い。
スリップ
肩から細い紐で吊す。袖は普通なく、長く、ゆったりした円筒状で、端はスカート状。
ロングスリップ
裾が長いスリップで、膝の下あたりまである。この上にブラウス等を着る。
ミニスリップ
裾が短いスリップで、膝の上、太腿あたりまでしかない。短いスカートをはくとき使用。
キャミソール
ミニスリップよりも更に裾が短く、腹部を隠す程度。下にショーツをはく。
フレアパンティ
キャミソールとセットで使用。ゆったりした薄地の半ズボンに似ており、裾が広がっている。
ペティコート
シンプルな細身のスカートに似た形状。生地は無論薄く、アンダースカートとして使用。
テディ
キャミソールとフレアーパンティを一つに合わせたようなランジェリー。
ベビードール
キャミソールやミニスリップに似ているが、装飾に重きを置いた作りになっている。

## 歴史

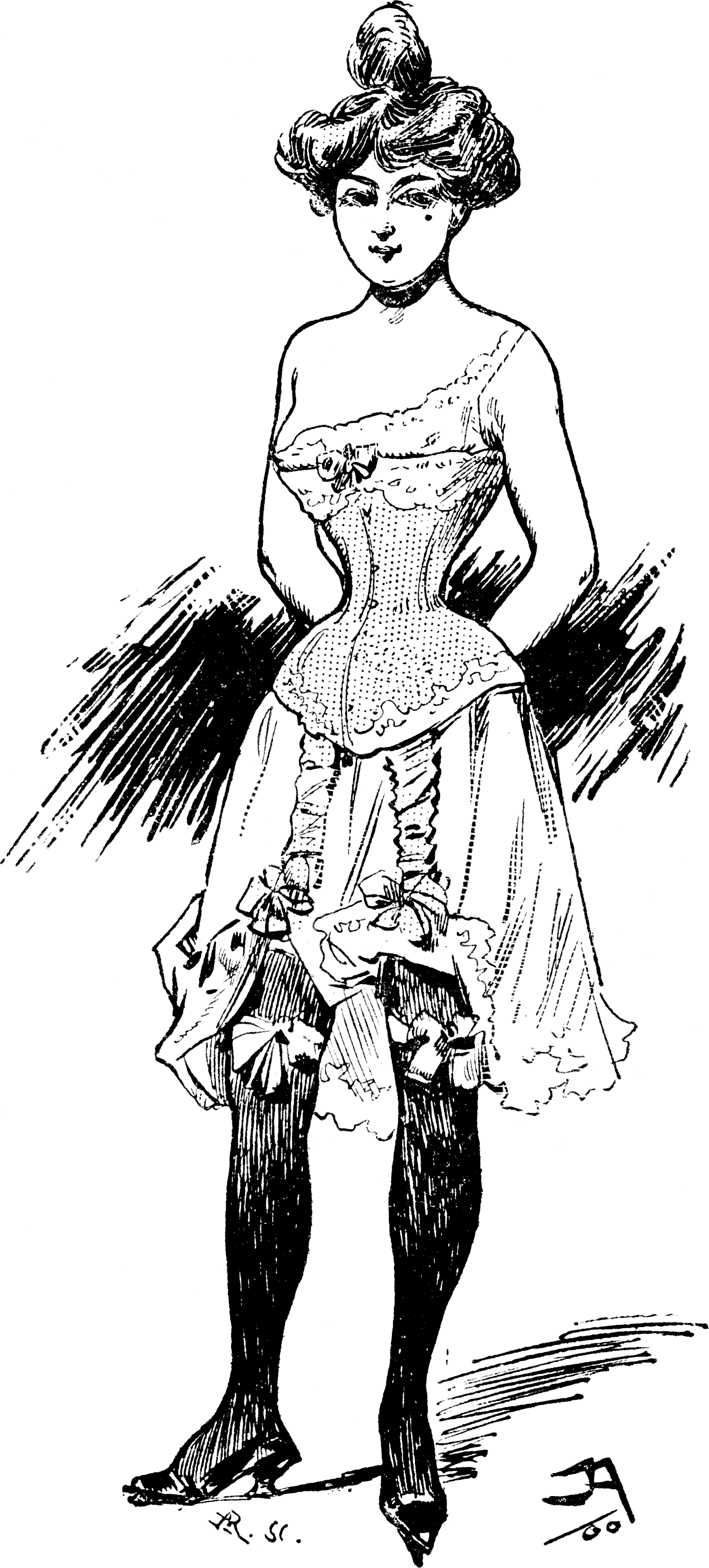
ランジェリー（フランス、1900年）

ランジェリーの歴史というものは特筆するものはない。元々『ランジェリー』は高級な亜麻布を使って作られた女性用の下着を指すフランス語だった。ランジェリーに分類される個々の衣類は、それぞれの歴史を持っているが、ランジェリーという分け方は、日本では、1970年頃からの「インナーファッション」ブームによって、室内でもリラックスして着ることのできる下着、として導入された。「部屋着」という分類になると、ランジェリーには含めない別の種類の服飾が存在する。
ランジェリーは、使用形態から言えば、部屋着・室内着の面と、アウターの下に着る下着という二つの面を持っている。ブラジャーは、日本ではランジェリーには含めないが、ブラジャーのベルト部分が非常に長く、ロングブラジャーよりも遥かに長いものは、ビスチェと呼ばれているが、ビスチェの場合、室内で、この姿のままでもよいことになっており、また、ブラウスをそのまま上に羽織り、外出することも可とされている。ビスチェは、ファウンデーション、ランジェリー、アウターの三つの区分を横断しているとも言える。
何をランジェリーに含めるかは、時代と地域によって異なっており、個人の判断でも異なって来る。また標準的なランジェリーとして先に挙げたものは、典型としてあり、実際には、これらが組み合わさって、様々なインナーファッションの服飾が生み出されている。

## その他
英語の lingerie は女性用の下着を指すもので、ブラジャー、コルセットなども含み、非常に幅広い衣服がこの名のもので呼ばれている。またエロティックな赴きのある衣類をとりわけ指し、セクシーランジェリーに近い概念である。日本においても、ランジェリー・ショップと名づけられた店舗は、商品としてブラジャーなどの補正下着やファッション性のあるショーツなども置いているのが通常である。
またランジェリーは日本では元々「室内着」であり、下着であって、しかし室内で着用するリラックスしたハウスウエアのような概念で、アウターに対し、インナーウェアと呼ばれたのである。しかし、21世紀に入ってから、ファッションとしてキャミソールなどをアウターとして着用して外出する例が存在する。インナーとアウターの境界が曖昧になって来ているとも言えるが、服飾の歴史では、このようなケースは珍しくない。（例えば、女性用のセパレート型水着は、素材やデザインが違っているが、ブラジャーとショーツのセットと同じである。19世紀の西欧の水着は、アウターに準じて肌の露出面積が遙かに少ないものであった）。